# 三木多聞
三木 多聞（みき たもん、1929年2月6日 - 2018年4月23日）は、日本の美術評論家。

## 略歴
三木宗策の子として東京に生まれる。早稲田大学文学部卒。東京国立近代美術館勤務、文化庁文化財保護部企画官を経て、1986年、国立国際美術館長、1992年、徳島県立近代美術館長、のち顧問、東京都写真美術館館長、のち名誉館長。2000年、勲三等旭日中綬章を受章。
2018年4月23日、急性心不全のため死去。89歳没。

## 著書
- 『近代絵画のみかた 美と表現』（第一法規出版 1983年）

### 共編著
- 『現代日本美術全集 17 中村彝』（集英社 1973年）
- 『現代世界美術全集 21 ムンク、カンディンスキー』（集英社 1973年）
- 『日本の名画 24 岡鹿之助』（中央公論社 1977年2月）
- 『現代日本の美術 第13巻 彫刻』（小学館 1979年1月）
- 『カンヴァス日本の名画　24 岡鹿之助』（福永武彦共著 中央公論社 1979年2月）
- 『日本の現代版画』（小倉忠夫共編著 講談社 1981年7月）
- 『日本の美術館 3-4 東京』（ぎょうせい 1987年）
- 『昭和の文化遺産 第5巻 彫刻』（ぎょうせい 1990年8月）
- 『自畫裸像 或る美術家の手記・保田龍門遺稿』（形文社 1997年8月）
- 『三木宗策の木彫』（私家版 2006年）